# Seznam slovenskih besed češkega izvora
V slovenščini imamo več sposojenih besed, ki so po izvoru češke.

## Seznam slovenskih besed češkega izvora
- bradlja
- dojem
- dovoliti
- dovtip
- geslo
- gmota
- kolek
- lepenka
- naboj
- nabožen
- načelnik
- nazor
- nazoren
- odpor
- pehota
- pestič (prek hrvaščine iz češčine ali ruščine)
- pivo
- pivovar
- plin
- pištola (prek nemščine in francoščine)
- podel (iz češčine ali poljščine)
- posadka
- pribor
- prispevati
- rakev
- raznožka
- robot (prek nemščine in angleščine)
- sadra
- seznam
- slog
- smer
- stavka
- tlak
- tovarna
- urad
- ustava
- veda
- vlak (kalk iz nemščine)
- vodik
- vojak
- vzajemen
- znamka
- žezlo